# Forgotten Weapons
Forgotten Weapons é um site e canal com presença nas plataformas YouTube, Utreon, Full30 e Floatplane, criado e apresentado por Ian McCollum, que trata sobre a história de armas de fogo antigas, obscuras e historicamente importantes.

## Vídeos
Forgotten Weapons frequentemente apresenta armas de fogo incomuns, raras, estranhas, experimentais ou únicas, como as versões paraquedistas do fuzil Arisaka Type 99 do Império do Japão com uma coronha dobrável presa a uma dobradiça do gabinete. McCollum trata da história de tais armas de fogo em detalhes e frequentemente explica a importância de certas armas de fogo para o desenvolvimento de tecnologias de armas e a história da guerra. Ele também costuma explicar o funcionamento e as partes da arma desmontando-a.
McCollum costuma pegar emprestadas as armas de fogo de casas de leilões, mais comumente os leilões Rock Island e Morphy. Ele também escreveu livros e artigos para a Popular Mechanics no tema das armas de fogo.